# 枣市镇
枣市镇，是中华人民共和国湖南省株洲市茶陵县下辖的一个乡镇级行政单位。

## 行政区划
枣市镇下辖以下地区：
枣市社区、管塘村、东岭村、西岭村、岩口村、枣园村、洞头村、灵官村、荆芫村、五星村、车陂村、洒水村、田家村、候泉村、大冲村、虎形村、对江村、曹柏村和海潭村。